# Diskografie Måneskin
Toto je seznam vydané diskografie italské rockové skupiny Måneskin.

## Alba

### Studiová alba
| Název                                                                                   | Detaily                                                    | Umístění v hitparádách | Umístění v hitparádách | Umístění v hitparádách | Umístění v hitparádách | Umístění v hitparádách | Umístění v hitparádách | Umístění v hitparádách | Umístění v hitparádách | Umístění v hitparádách | Umístění v hitparádách | Certifikace                                                           |
| Název                                                                                   | Detaily                                                    | ITA                    | BEL (FL)               | FIN                    | GER                    | NLD                    | NOR                    | SWE                    | SWI                    | UK                     | US                     | Certifikace                                                           |
| --------------------------------------------------------------------------------------- | ---------------------------------------------------------- | ---------------------- | ---------------------- | ---------------------- | ---------------------- | ---------------------- | ---------------------- | ---------------------- | ---------------------- | ---------------------- | ---------------------- | --------------------------------------------------------------------- |
| Il ballo della vita                                                                     | - Vydáno: 26. října 2018 - Vydavatelství: Sony Italy       | 1                      | 7                      | 5                      | 37                     | 7                      | 20                     | 27                     | 15                     | —                      | —                      | - FIMI: 5× Platinum                                                   |
| Teatro d'ira: Vol. I                                                                    | - Vydáno: 19. března 2021 - Vydavatelství: RCA, Sony Italy | 1                      | 3                      | 1                      | 11                     | 2                      | 2                      | 1                      | 5                      | 49                     | —                      | - FIMI: 5× Platinum - GLF: Platinum - IFPI NOR: Platinum - NVPI: Gold |
| Rush!                                                                                   | - Vydáno: 20. ledna 2023 - Vydavatelství: Epic, Sony Italy | 1                      | 1                      | 4                      | 3                      | 1                      | 6                      | 8                      | 1                      | 5                      | 18                     | - FIMI: 2× Platinum - BPI: Silver - BRMA: Gold                        |
| "—" značí, že se nahrávka neumístila v hitparádách nebo v tomto území ani nebyla vydána |                                                            |                        |                        |                        |                        |                        |                        |                        |                        |                        |                        |                                                                       |

### Znovuvydaná alba
| Název                 | Detaily                                                        | Umístění v hitparádě |
| Název                 | Detaily                                                        | ITA                  |
| --------------------- | -------------------------------------------------------------- | -------------------- |
| Rush! (Are U Coming?) | - Vydáno: 10. listopadu 2023 - Vydavatelství: Epic, Sony Italy | 3                    |

### Koncertní alba
| Název                           | Detaily                                                       | Umístění v hitparádě | Prodeje      |
| Název                           | Detaily                                                       | JPN                  | Prodeje      |
| ------------------------------- | ------------------------------------------------------------- | -------------------- | ------------ |
| Live in Japan: Rush! World Tour | - Vydáno: 31. července 2024 - Vydavatelství: Sony Music Japan | 24                   | - JPN: 2,990 |

## Extended play
| Název                                                                                   | Detaily                                                     | Umístění v hitparádách | Umístění v hitparádách | Umístění v hitparádách | Umístění v hitparádách | Umístění v hitparádách | Umístění v hitparádách | Umístění v hitparádách | Umístění v hitparádách | Umístění v hitparádách | Umístění v hitparádách | Certifikace                    |
| Název                                                                                   | Detaily                                                     | ITA                    | BEL (FL)               | CAN                    | FIN                    | GER                    | LIT                    | NOR                    | SWE                    | SWI                    | US                     | Certifikace                    |
| --------------------------------------------------------------------------------------- | ----------------------------------------------------------- | ---------------------- | ---------------------- | ---------------------- | ---------------------- | ---------------------- | ---------------------- | ---------------------- | ---------------------- | ---------------------- | ---------------------- | ------------------------------ |
| Chosen                                                                                  | - Vydáno: 15. prosince 2017 - Vydavatelství: Sony Italy     | 3                      | 9                      | 21                     | 2                      | 93                     | 3                      | 11                     | 7                      | 49                     | 103                    | - FIMI: 3× Platinum - MC: Gold |
| City Sessions (Amazon Music Live)                                                       | - Vydáno: 12. května 2023 - Vydavatelství: Epic, Sony Italy | —                      | —                      | —                      | —                      | —                      | —                      | —                      | —                      | —                      | —                      |                                |
| "—" značí, že se nahrávka neumístila v hitparádách nebo v tomto území ani nebyla vydána |                                                             |                        |                        |                        |                        |                        |                        |                        |                        |                        |                        |                                |

## Singly

### Jako hlavní umělec
| "Chosen"                                                                                | 2017 | 2  | —  | —  | 15 | —  | —  | —  | —  | —  | —   | - FIMI: 2× Platinum                                                                                           | Chosen                |
| "Morirò da re"                                                                          | 2018 | 2  | —  | —  | 6  | —  | —  | —  | —  | —  | —   | - FIMI: 3× Platinum                                                                                           | Il ballo della vita   |
| "Torna a casa"                                                                          | 2018 | 1  | 14 | —  | 5  | —  | —  | —  | —  | —  | —   | - FIMI: 5× Platinum                                                                                           | Il ballo della vita   |
| "Fear for Nobody"                                                                       | 2019 | 26 | —  | —  | 25 | —  | —  | —  | —  | —  | —   | - FIMI: Gold                                                                                                  | Il ballo della vita   |
| "L'altra dimensione"                                                                    | 2019 | 6  | —  | —  | 20 | —  | —  | —  | —  | —  | —   | - FIMI: Platinum                                                                                              | Il ballo della vita   |
| "Le parole lontane"                                                                     | 2019 | 5  | —  | —  | 30 | —  | —  | —  | —  | —  | —   | - FIMI: Platinum                                                                                              | Il ballo della vita   |
| "Vent'anni"                                                                             | 2020 | 12 | —  | —  | 9  | —  | —  | —  | —  | —  | —   | - FIMI: 2× Platinum                                                                                           | Teatro d'ira: Vol. I  |
| "Zitti e buoni"                                                                         | 2021 | 2  | 1  | 9  | 1  | 1  | 2  | 1  | 2  | 17 | 22  | - FIMI: 5× Platinum - BPI: Silver - BVMI: Gold - GLF: 2× Platinum - IFPI NOR: Platinum - IFPI SWI: Platinum   | Teatro d'ira: Vol. I  |
| "I Wanna Be Your Slave"                                                                 | 2021 | 7  | 1  | 3  | 2  | 3  | 2  | 4  | 6  | 5  | 13  | - FIMI: 4× Platinum - BPI: Platinum - BVMI: Platinum - GLF: 2× Platinum - IFPI NOR: Platinum - RIAA: Platinum | Teatro d'ira: Vol. I  |
| "Mammamia"                                                                              | 2021 | 6  | 12 | 60 | 2  | 48 | 28 | 30 | 33 | 53 | 67  | - FIMI: Platinum                                                                                              | Rush!                 |
| "Supermodel"                                                                            | 2022 | 11 | 9  | 49 | 3  | 29 | —  | 23 | 18 | 43 | 114 | - FIMI: 2× Platinum - BPI: Silver - GLF: Gold - IFPI SWI: Gold - RIAA: Gold                                   | Rush!                 |
| "If I Can Dream"                                                                        | 2022 | —  | —  | —  | 95 | —  | —  | —  | —  | —  | —   | | Elvis                 |
| "The Loneliest"                                                                         | 2022 | 1  | —  | 82 | 2  | 30 | 37 | 48 | 13 | —  | 75  | - FIMI: 3× Platinum - IFPI SWI: Gold                                                                          | Rush!                 |
| "Gossip" (feat. Tom Morello)                                                            | 2023 | 24 | —  | —  | 6  | 86 | —  | —  | 61 | —  | —   | - FIMI: Platinum - RIAA: Gold                                                                                 | Rush!                 |
| "Baby Said"                                                                             | 2023 | 99 | —  | —  | 18 | —  | —  | —  | —  | —  | —   | - FIMI: Gold                                                                                                  | Rush!                 |
| "Honey (Are U Coming?)"                                                                 | 2023 | 32 | —  | 80 | 20 | —  | —  | —  | 43 | 75 | 170 | - FIMI: Gold                                                                                                  | Rush! (Are U Coming?) |
| "Valentine"                                                                             | 2023 | 65 | —  | —  | 24 | —  | —  | —  | —  | —  | —   | | Rush! (Are U Coming?) |
| "—" značí, že se nahrávka neumístila v hitparádách nebo v tomto území ani nebyla vydána |      |    |    |    |    |    |    |    |    |    |     | |                       |

### Jako vedlejší umělec
| Název                                                  | Rok  | Umístění v hitparádě | Album                  |
| Název                                                  | Rok  | ITA                  | Album                  |
| ------------------------------------------------------ | ---- | -------------------- | ---------------------- |
| "Stato di natura" (Francesca Michielin feat. Måneskin) | 2020 | 99                   | Feat (stato di natura) |

### Promo singly
| Název     | Rok  | Album |
| --------- | ---- | ----- |
| "La fine" | 2022 | Rush! |

## Další umístěné a certifikované písně
| Název                                                                                   | Rok  | Umístění v hitparádách | Umístění v hitparádách | Umístění v hitparádách | Umístění v hitparádách | Umístění v hitparádách | Umístění v hitparádách | Umístění v hitparádách | Umístění v hitparádách | Umístění v hitparádách | Umístění v hitparádách | Certifikace                                                                                                 | Album                |
| Název                                                                                   | Rok  | ITA                    | GER                    | IRE                    | LIT                    | NLD                    | SWE                    | SWI                    | UK                     | US                     | WW                     | Certifikace                                                                                                 | Album                |
| --------------------------------------------------------------------------------------- | ---- | ---------------------- | ---------------------- | ---------------------- | ---------------------- | ---------------------- | ---------------------- | ---------------------- | ---------------------- | ---------------------- | ---------------------- | --- | -------------------- |
| "Recovery"                                                                              | 2017 | 89                     | —                      | —                      | 42                     | —                      | —                      | —                      | —                      | —                      | —                      | - FIMI: Gold                                                                                                | Chosen               |
| "Vengo dalla Luna"                                                                      | 2017 | 65                     | —                      | —                      | 35                     | —                      | —                      | —                      | —                      | —                      | —                      | - FIMI: Platinum                                                                                            | Chosen               |
| "Beggin'"                                                                               | 2017 | 15                     | 1                      | 3                      | 1                      | 1                      | 5                      | 1                      | 6                      | 13                     | 3                      | - FIMI: 4× Platinum - BPI: Platinum - BVMI: 3× Gold - GLF: 2× Platinum - IFPI SWI: Gold - RIAA: 4× Platinum | Chosen               |
| "Let's Get It Started"                                                                  | 2017 | 84                     | —                      | —                      | 37                     | —                      | —                      | —                      | —                      | —                      | —                      | - FIMI: Gold                                                                                                | Chosen               |
| "Somebody Told Me"                                                                      | 2017 | 58                     | —                      | —                      | 25                     | —                      | —                      | —                      | —                      | —                      | —                      | - FIMI: Gold                                                                                                | Chosen               |
| "New Song"                                                                              | 2018 | 23                     | —                      | —                      | 52                     | —                      | —                      | —                      | —                      | —                      | —                      | | Il ballo della vita  |
| "Sh*t Blvd"                                                                             | 2018 | 24                     | —                      | —                      | 87                     | —                      | —                      | —                      | —                      | —                      | —                      | | Il ballo della vita  |
| "Immortale" (feat. Vegas Jones)                                                         | 2018 | 18                     | —                      | —                      | —                      | —                      | —                      | —                      | —                      | —                      | —                      | | Il ballo della vita  |
| "Lasciami stare"                                                                        | 2018 | 36                     | —                      | —                      | —                      | —                      | —                      | —                      | —                      | —                      | —                      | | Il ballo della vita  |
| "Are You Ready?"                                                                        | 2018 | 41                     | —                      | —                      | 41                     | —                      | —                      | —                      | —                      | —                      | —                      | - FIMI: Gold                                                                                                | Il ballo della vita  |
| "Close to the Top"                                                                      | 2018 | 6                      | —                      | —                      | —                      | —                      | —                      | —                      | —                      | —                      | —                      | | Il ballo della vita  |
| "Niente da dire"                                                                        | 2018 | 50                     | —                      | —                      | —                      | —                      | —                      | —                      | —                      | —                      | —                      | | Il ballo della vita  |
| "Coraline"                                                                              | 2021 | 13                     | —                      | 96                     | 3                      | 63                     | —                      | 91                     | —                      | —                      | —                      | - FIMI: 2× Platinum                                                                                         | Teatro d'ira: Vol. I |
| "Lividi sui gomiti"                                                                     | 2021 | 68                     | —                      | —                      | 29                     | —                      | —                      | —                      | —                      | —                      | —                      | | Teatro d'ira: Vol. I |
| "In nome del padre"                                                                     | 2021 | 72                     | —                      | —                      | 38                     | —                      | —                      | —                      | —                      | —                      | —                      | | Teatro d'ira: Vol. I |
| "For Your Love"                                                                         | 2021 | 92                     | —                      | —                      | 13                     | —                      | —                      | —                      | —                      | —                      | —                      | | Teatro d'ira: Vol. I |
| "La paura del buio"                                                                     | 2021 | 83                     | —                      | —                      | 17                     | —                      | —                      | —                      | —                      | —                      | —                      | - FIMI: Gold                                                                                                | Teatro d'ira: Vol. I |
| "Own My Mind"                                                                           | 2023 | —                      | —                      | —                      | 82                     | —                      | —                      | —                      | —                      | —                      | —                      | | Rush!                |
| "Timezone"                                                                              | 2023 | —                      | —                      | —                      | 75                     | —                      | —                      | —                      | —                      | —                      | —                      | | Rush!                |
| "Gasoline"                                                                              | 2023 | —                      | —                      | —                      | 47                     | —                      | —                      | —                      | —                      | —                      | —                      | | Rush!                |
| "Feel"                                                                                  | 2023 | —                      | —                      | —                      | 97                     | —                      | —                      | —                      | —                      | —                      | —                      | | Rush!                |
| "—" značí, že se nahrávka neumístila v hitparádách nebo v tomto území ani nebyla vydána |      |                        |                        |                        |                        |                        |                        |                        |                        |                        |                        | |                      |